# Kuopio Steelers 2024
Questa voce raccoglie le informazioni riguardanti i Kuopio Steelers nelle competizioni ufficiali della stagione 2024.

## Maschile

### Vaahteraliiga 2024

#### Stagione regolare
| Lohja 18 maggio 2024, ore 16:30 1ª giornata | Lohja Crusaders | 14 – 62 (6-20 0-20 0-15 8-7) referto | Kuopio Steelers | Harjun kenttä |

| Helsinki 25 maggio 2024, ore 16:30 2ª giornata | Helsinki Wolverines | 6 – 46 (0-26 0-12 0-8 6-0) referto | Kuopio Steelers | Velodromo di Helsinki |

| Porvoo 8 giugno 2024, ore 16:30 4ª giornata | Porvoon Butchers | 7 – 21 (0-7 0-14 0-0 7-0) referto | Kuopio Steelers | Porvoon Keskuskenttä |

| Kuopio 15 giugno 2024, ore 16:30 5ª giornata | Kuopio Steelers | 27 – 10 (7-3 6-0 7-7 7-0) referto | Seinäjoki Crocodiles | Väinölänniemen stadion |

| Kuopio 27 giugno 2024, ore 18:30 6ª giornata | Kuopio Steelers | 24 – 14 (0-0 7-0 3-7 14-7) referto | Helsinki Roosters | Väinölänniemen stadion |

| Kuopio 6 luglio 2024, ore 16:30 7ª giornata | Kuopio Steelers | 28 – 13 (6-0 0-0 8-6 14-7) referto | Wasa Royals | Väinölänniemen stadion |

| Kuopio 12 luglio 2024, ore 18:30 8ª giornata | Kuopio Steelers | 8 – 24 (0-14 0-0 0-10 8-0) referto | Porvoon Butchers | Väinölänniemen stadion |

| Seinäjoki 20 luglio 2024, ore 16:30 9ª giornata | Seinäjoki Crocodiles | 31 – 28 (d.t.s.) (7-7 0-13 7-8 14-0 3-0) referto | Kuopio Steelers | Wirokit Stadion |

| Helsinki 26 luglio 2024, ore 18:30 10ª giornata | Helsinki Roosters | 34 – 13 (0-0 20-6 7-7 7-0) referto | Kuopio Steelers | Velodromo di Helsinki |

| Vaasa 2 agosto 2024, ore 18:30 11ª giornata | Wasa Royals | 27 – 33 (7-6 7-6 7-8 6-13) referto | Kuopio Steelers | Kaarlen kenttä |

| Kuopio 17 agosto 2024, ore 16:30 13ª giornata | Kuopio Steelers | 41 – 7 (7-0 14-0 14-0 6-7) referto | Helsinki Wolverines | Väinölänniemen stadion |

| Kuopio 23 agosto 2024, ore 18:30 14ª giornata | Kuopio Steelers | 40 – 14 (6-8 21-6 6-0 7-0) referto | Lohja Crusaders | Väinölänniemen stadion |

#### Playoff
| Kuopio 31 agosto 2024, ore 18:00 Semifinale | Kuopio Steelers | 14 – 35 (14-14 0-7 0-14 0-0) referto | Seinäjoki Crocodiles | Väinölänniemen stadion |

### Statistiche di squadra
| Competizione      | %Vittorie | In casa | In casa | In casa | In casa | In casa | In casa | In trasferta | In trasferta | In trasferta | In trasferta | In trasferta | In trasferta | Totale | Totale | Totale | Totale | Totale | Totale |
| Competizione      | %Vittorie | G       | V       | N       | P       | Pf      | Ps      | G            | V            | N            | P            | Pf           | Ps           | G      | V      | N      | P      | Pf     | Ps     |
| ----------------- | --------- | ------- | ------- | ------- | ------- | ------- | ------- | ------------ | ------------ | ------------ | ------------ | ------------ | ------------ | ------ | ------ | ------ | ------ | ------ | ------ |
| Stagione regolare | .750      | 6       | 5       | 0       | 1       | 168     | 82      | 6            | 4            | 0            | 2            | 203          | 119          | 12     | 9      | 0      | 3      | 371    | 201    |
| Playoff           | .000      | 1       | 0       | 0       | 1       | 14      | 35      | 0            | 0            | 0            | 0            | 0            | 0            | 1      | 0      | 0      | 1      | 14     | 35     |
| Totale            | .692      | 7       | 5       | 0       | 2       | 182     | 117     | 6            | 4            | 0            | 2            | 203          | 119          | 13     | 9      | 0      | 4      | 385    | 236    |

### Statistiche personali

#### Marcatori
| Giocatore  | Ruolo | TD rush | TD recv | TD int | TD p.ret | TD k.ret | TD oth | Xp1  | Xp2 | FG | Saf | Totale |
| ---------- | ----- | ------- | ------- | ------ | -------- | -------- | ------ | ---- | --- | -- | --- | ------ |
| Choate     |       | 1       | 9       | 0      | 0        | 0        | 1      | 0    | 3   | 0  | 0   | 72     |
| Pion       |       | 9+1     | 0       | 0      | 0        | 0        | 0      | 0    | 1   | 0  | 0   | 62     |
| Taylor     |       | 10      | 0       | 0      | 0        | 0        | 0      | 0    | 0   | 0  | 0   | 60     |
| Brock      |       | 0       | 8+1     | 0      | 0        | 0        | 0      | 0    | 0   | 0  | 0   | 54     |
| Suutari    |       | 0       | 0       | 0      | 0        | 0        | 0      | 27+2 | 0   | 1  | 0   | 32     |
| Bakker     |       | 3       | 0       | 0      | 0        | 0        | 0      | 0    | 0   | 0  | 0   | 18     |
| Kuikka     |       | 0       | 3       | 0      | 0        | 0        | 0      | 0    | 0   | 0  | 0   | 18     |
| Tregle     |       | 3       | 0       | 0      | 0        | 0        | 0      | 0    | 0   | 0  | 0   | 18     |
| Paakki     |       | 0       | 1       | 0      | 0        | 0        | 0      | 0    | 2   | 0  | 0   | 10     |
| Hyytiäinen |       | 0       | 1       | 0      | 0        | 0        | 0      | 0    | 0   | 0  | 0   | 6      |
| Lindstén   |       | 0       | 1       | 0      | 0        | 0        | 0      | 0    | 0   | 0  | 0   | 6      |
| T. Mäkelä  |       | 0       | 0       | 0      | 0        | 0        | 1      | 0    | 0   | 0  | 0   | 6      |
| Marshall   |       | 0       | 1       | 0      | 0        | 0        | 0      | 0    | 0   | 0  | 0   | 6      |
| Rabin      |       | 1       | 0       | 0      | 0        | 0        | 0      | 0    | 0   | 0  | 0   | 6      |
| Raudver    |       | 1       | 0       | 0      | 0        | 0        | 0      | 0    | 0   | 0  | 0   | 6      |
| Syrjänen   |       | 0       | 0       | 0      | 0        | 0        | 0      | 5    | 0   | 0  | 0   | 5      |

#### Passer rating
| Giocatore | G   | Att    | Comp | Int | Yds      | TD   | NFL    | NCAA   |
| --------- | --- | ------ | ---- | --- | -------- | ---- | ------ | ------ |
| Rabin     | 4   | 20     | 13   | 0   | 233      | 1    | 121,46 | 179,36 |
| Taylor    | 8+1 | 174+23 | 97+9 | 3+1 | 1499+111 | 17+1 | 102,97 | 148,55 |
| Tregle    | 4   | 122    | 65   | 1   | 770      | 7    | 88,49  | 123,60 |
| Choate    | 1   | 2      | 0    | 0   | 0        | 0    |        |        |
| Väisänen  | 1   | 2      | 1    | 0   | 4        | 0    |        |        |

## Femminile

### Naisten I-divisioona 2024

#### Stagione regolare
| Helsinki 5 maggio 2024, ore 13:00 1ª giornata | Helsinki Wolverines Blue | 6 – 26 (0-13 6-0 0-7 0-6) referto | Kuopio Steelers | Velodromo di Helsinki |

| Kuopio 1º giugno 2024, ore 15:00 3ª giornata | Kuopio Steelers | 27 – 0 (0-0 14-0 6-0 7-0) referto | Jyväskylä Jaguars | Väinölänniemen stadion |

| Kuopio 9 giugno 2024, ore 12:00 4ª giornata | Kuopio Steelers | 33 – 0 (6-0 7-0 0-0 20-0) referto | Helsinki Roosters | Väinölänniemen stadion |

| Kuopio 16 giugno 2024, ore 13:00 5ª giornata | Kuopio Steelers | 14 – 0 (8-0 6-0 0-0 0-0) referto | Seinäjoki Crocodiles | Väinölänniemen stadion |

| Kuopio 29 giugno 2024, ore 15:00 6ª giornata | Kuopio Steelers | 47 – 0 (14-0 20-0 13-0 0-0) referto | Helsinki Wolverines Blue | Väinölänniemen stadion |

| Jyväskylä 14 luglio 2024, ore 14:00 8ª giornata | Jyväskylä Jaguars | 0 – 21 (0-2 0-6 0-6 0-7) referto | Kuopio Steelers | Viitaniemen kenttä |

| Helsinki 20 luglio 2024, ore 15:00 9ª giornata | Helsinki Roosters | 0 – 39 (0-14 0-7 0-6 0-12) referto | Kuopio Steelers | Velodromo di Helsinki |

| Seinäjoki 27 luglio 2024, ore 16:00 10ª giornata | Seinäjoki Crocodiles | 0 – 9 (0-0 0-0 0-0 09) referto | Kuopio Steelers | Wirokit Stadion |

#### Playoff
| Kuopio 10 agosto 2024, ore 15:00 Finale | Kuopio Steelers | 17 – 0 (0-0 7-0 0-0 10-0) referto | Seinäjoki Crocodiles | Väinölänniemen stadion |

### Statistiche di squadra
| Competizione      | %Vittorie | In casa | In casa | In casa | In casa | In casa | In casa | In trasferta | In trasferta | In trasferta | In trasferta | In trasferta | In trasferta | Totale | Totale | Totale | Totale | Totale | Totale |
| Competizione      | %Vittorie | G       | V       | N       | P       | Pf      | Ps      | G            | V            | N            | P            | Pf           | Ps           | G      | V      | N      | P      | Pf     | Ps     |
| ----------------- | --------- | ------- | ------- | ------- | ------- | ------- | ------- | ------------ | ------------ | ------------ | ------------ | ------------ | ------------ | ------ | ------ | ------ | ------ | ------ | ------ |
| Stagione regolare | 1.000     | 4       | 4       | 0       | 0       | 121     | 0       | 4            | 4            | 0            | 0            | 95           | 6            | 8      | 8      | 0      | 0      | 216    | 6      |
| Playoff           | 1.000     | 1       | 1       | 0       | 0       | 17      | 0       | 0            | 0            | 0            | 0            | 0            | 0            | 1      | 1      | 0      | 0      | 17     | 0      |
| Totale            | 1.000     | 5       | 5       | 0       | 0       | 138     | 0       | 4            | 4            | 0            | 0            | 95           | 6            | 9      | 9      | 0      | 0      | 233    | 6      |